# Kingston (Tennessee)
Kingston è una città degli Stati Uniti d'America, situata nello Stato del Tennessee, nella contea di Roane, della quale è il capoluogo.